# (16953) Besicovitch
(16953) Besicovitch ist ein Asteroid des Hauptgürtels, der am 27. Mai 1998 vom italo-amerikanischen Astronomen Paul G. Comba am Prescott-Observatorium entdeckt wurde.
Benannt wurde der Himmelskörper nach dem russischstämmigen Mathematiker Abram Samoilowitsch Besikowitsch (1891–1970), der vor allem am Ausbau der Theorie der Fraktale arbeitete. Darüber hinaus beschäftigte er sich mit reeller Analysis, Maßtheorie und der Theorie fastperiodischer Funktionen, wobei er oft ungewöhnliche Wege beschritt.